# エダカビ科
エダカビ科は、接合菌綱トリモチカビ目に属するカビの一群である。主としてケカビ目の菌に寄生する。

## 概論
エダカビ科は、ケカビ目の菌類を中心とする菌寄生菌からなる一群である。トリモチカビ目の中では形の大きいものが多く、古くからよく研究されている。無性生殖器官として分節胞子嚢が形成される。
三属を含むが、主要なのはエダカビ属 (Piptocephalis) とハリサシカビ属 (Syncephalis) であり、いずれも30種ほどを含む大きな属である。

### エダカビ属
エダカビ属は背が高く、大きいものは1cmにもなる。菌糸は細く、宿主のカビの基質上や気中の菌糸にからむ。宿主菌糸上をはう菌糸のところどころに膨らみを生じ、そこから宿主菌糸中に枝状の吸器を侵入させる。
分節胞子のう柄はやや太く、ほとんど太さが変わらずに真っすぐに上に伸びる。基部は種によっては匍匐枝状に横に走る場合がある。柄は途中から二又分枝（三又の場合もある）を数回繰り返す。それぞれの枝の先端には多数の分節胞子のうが形成される。多くの場合、柄の先端には、まず膨張部ができて、その表面から棒状の突出部を生じ、その内部に一列の胞子のう胞子が形成される。胞子が成熟すると、突起内に胞子が並んだ状態から、胞子一個ずつがバラバラになるようにして放出される。分節胞子のうが下の胞子の形ができてから、次にその先の胞子の形ができる、というように、出芽的に生じる例も知られている。また、単胞子性のものも知られている。
柄の先端の膨張部を頂のうというが、胞子が成熟した後にこれが柄から分離する種と、そのまま柄の先に残る種とがある。また、一部の種では頂のうが形成されず、柄の先端に直接に分節胞子のうがつく。

### ハリサシカビ属
ハリサシカビ属のカビが、エダカビ属のものと異なる点は、胞子のう柄が分枝しないことである。稀に分枝することもあるが、普通は単独の柄の先端に一個だけ頂のうをつける。胞子のう柄の基部には木の根のような形の仮根を生じる。この仮根を基質上に広げて胞子のう柄を固定するものが多いが、一部のものは宿主菌糸の上に仮根を以て取り付くようにする。
胞子のう柄は基部が太く、先端に向けて細まる。多くのものは真っすぐに伸びるが、一部には途中で大きく曲がる種がある。先端はいったん細まって、それから膨らんで頂のうとなる。その頂のうの上に分節胞子のうがつく。分節胞子のうの配列は様々で、球形の頂のうの全面につくもの、円錐形の頂のうの上面につくもの、その周囲に円形に配列するものなど、それぞれに種の特徴とされる。また、分節胞子のうが櫛の歯型に枝をもつ例もある。一部の種では、頂のうからさらに突起 (Basal cell) が出て、その上に分節胞子のうをつける。ハリサシカビ属は、エダカビ属に比べ、胞子のう柄は単純であるが、頂のうと分節胞子のうの関係は多様である。

### Kuzuhae
この属は1985年に記載された新しいもので、1種のみを含む。エダカビに似るが、分節胞子嚢が先端に向けて出芽するように生じ、二又分枝をする点で、上記2属と異なる。日本から発見された1回しか知られていない。

## 生活環

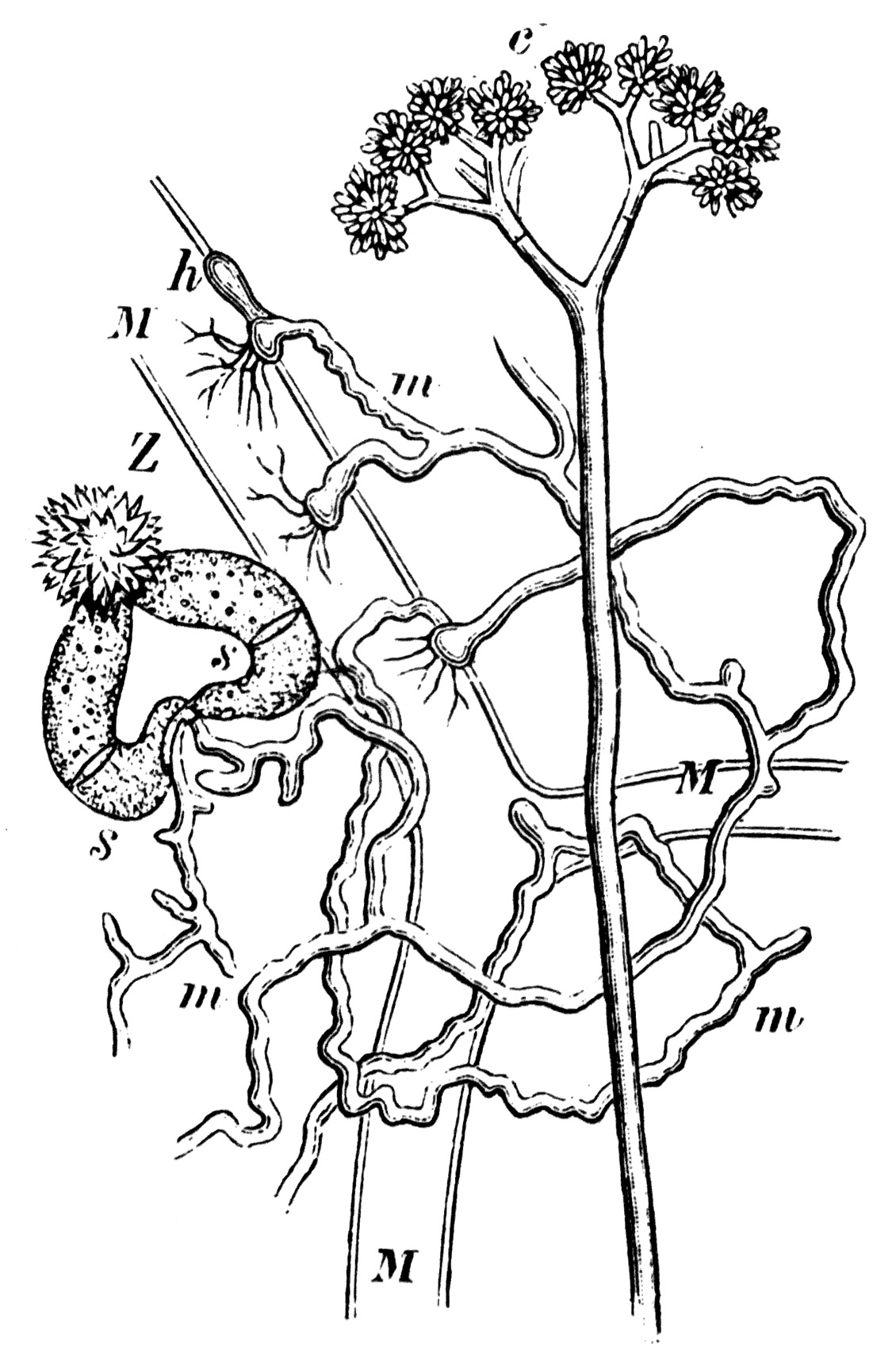
エダカビの1種 P. Freseniana
吸器や接合胞子嚢が示されている

無性生殖器官として上述のように分節胞子のうを形成する。胞子のう胞子は発芽すると菌糸を伸ばし、宿主になる菌の菌糸に触れれば、そこから吸器を伸ばし、栄養を吸収するとさらに菌糸を伸ばしてゆく。
有性生殖は配偶子嚢接合によって接合胞子を形成することで行われる。ほとんどの種が自家不和合性であるので、好適な株同士が接触したときにのみ有性生殖器官が形成される。
互いの菌糸が接触した後に、接触部から配偶子嚢が互いに平行するように形成され、その先端で接合が行われ、球形の接合胞子のうが作られる。配偶子のうは、側面にコブ状の膨大部をもつものもある。不明確ではあるが、互いの配偶子のうには大きさに差が見られる。
接合胞子のうは、表面が褐色に着色し、細かい凹凸がある。内部に球形の接合胞子が入っている。接合胞子は発芽する前に減数分裂が行われ、発芽すると、胞子のう柄を伸ばし、その先端に分節胞子のうをつける。

## 生態・培養など
土壌などから広く発見され、草食動物の糞からもよく出現する。主としてケカビ目の菌類に寄生する。例外的に、エダカビ属にはコウジカビなどの子のう菌や不完全菌を宿主とするものが一種知られている。宿主の範囲についてはそれほど特異性はないようである。
分離培地上では、ケカビやクサレケカビなどを宿主として出現することが多い。培養する場合には、宿主菌と二種を同一培地上で培養する、いわゆる二員培養という方法を使うのが普通である。まずエダカビ科の菌の胞子を培地上に接種し、その胞子の発芽を確認した後、そのそばに宿主の胞子を接種する。うまくゆけば、発芽した宿主菌にこの菌の菌糸が接触して寄生が始まり、両者の生育が維持できる。宿主菌糸の上をこれらのカビの細い菌糸が覆うようにして生育するが、宿主の成長が抑えられることはそれほど多くない。
分離培地上での宿主を培養に使うことも多いが、宿主の違いによる菌の形態の変化があると、分類上は問題がある。そのため、エダケカビ科のCokeromycesが標準的な宿主として用いられることもある。
なお、Cokeromycesは、培養条件によっては酵母状になるので、それをまず分離培地上に広げて、そこへ土壌などの試料を接種することで、この類の菌類を選択的に分離するという方法も考案されている。
ハリサシカビ属の一部の種では、牛の肝臓を中心とする培地で純粋培養に成功している。エダカビなどでは、純粋培養は成功していない。なお、エダカビでは単独でもわずかながら胞子形成まで成長する例が知られている。ただし、これは培養可能であることを意味しない。宿主の存在なしには成長を維持できず、出来た胞子も宿主の存在下でしか発芽しない。

## 分類
この科はケカビ目に所属させられていたが、ごく細い菌糸からなること、宿主細胞内へ吸器を挿入すること、配偶子のうの形態等の特徴から、トリモチカビ目に移された。しかし、無性生殖器官はこの科のものが明確に分節胞子嚢であるのに対して、それ以外のものは分生子と呼ばれ、胞子嚢由来との証拠がない点、乖離がある。
- エダカビ属 Piptocephalis
- ハリサシカビ属 Syncephalis
- Kuzuhaea

なお、ケカビ目と見なされていた時期には、無性生殖器官の類似からハリサシカビモドキをもここに属させたこともある。